# Нестеренки (Сумская область)
Нестеренки (укр. Нестеренки) — село, Саевский сельский совет,
Липоводолинский район, Сумская область, Украина. Код КОАТУУ — 5923285606. Население по переписи 2001 года составляло 10 человек.
После 1941 присоединено поселение Червоных (Червоные, Червона, Червонаго),которое до революции только и встречается на картах.

## Географическое положение
Село Нестеренки находится в 2,5 км от правого берега реки Грунь. На расстоянии в 1 км расположены сёла Саи, Карпцы и Гришки.